# Саракас
Саракас — река в России, протекает в Прилузском районе Республики Коми. Устье реки находится в 467 км по левому берегу реки Луза. Длина реки составляет 11 км.
Исток реки в болоте Саракасское на Северных Увалах в 10 км к северу от деревни Оньмесь. Река течёт на юго-восток, всё течение проходит по ненаселённому холмистому лесному массиву. Впадает в Лузу выше урочища Юзпозю в 7 км к северо-востоку от деревни Оньмесь. Ширина реки не превышает 10 м.

## Данные водного реестра
По данным государственного водного реестра России и геоинформационной системы водохозяйственного районирования территории РФ, подготовленной Федеральным агентством водных ресурсов:
- Бассейновый округ — Двинско-Печорский
- Речной бассейн — Северная Двина
- Речной подбассейн — Малая Северная Двина
- Водохозяйственный участок — Юг
- Код водного объекта — 03020100212103000011917